# Халецкий, Сергей Александрович
Сергей Александрович Халецкий (14 апреля 1984, Гродно) — белорусский футболист, крайний защитник.

## Биография
Взрослую карьеру начал в 16 лет в составе минского РУОРа во второй лиге, провёл в команде полтора сезона. В 2001 году также находился в заявке клуба высшей лиги «Торпедо-МАЗ» (Минск), но играл только за дубль.
В 2002 году перешёл в минский «Локомотив», по итогам сезона клуб стал бронзовым призёром первой лиги и заслужил право на выход в высшую. В 2003 году футболист сыграл свои первые матчи в высшей лиге, однако клуб занял место в зоне вылета. Также стал финалистом Кубка Беларуси 2002/03, в финальном матче остался в запасе. В 2004 году с «Локомотивом» одержал победу в первой лиге.
В 2005 году играл в первой лиге за «Сморгонь», клуб стал бронзовым призёром турнира. В 2006 году перешёл в «Неман» (Гродно), но в первом сезоне играл только за дубль, с 2007 года стал привлекаться к матчам основы. В 2009 году выступал в первой лиге за «Белкард» (Гродно) и в высшей лиге за «Сморгонь», занявшую место в зоне вылета. В 2010 году перешёл в минский «Партизан-МТЗ», с которым занял последнее место в высшей лиге, а на следующий год стал серебряным призёром первой лиги, однако по окончании сезона 2011 года клуб лишился профессионального статуса.
В 2012—2013 годах играл в высшей лиге за клуб «Славия-Мозырь», по итогам сезона 2013 года клуб вылетел из высшей лиги. Последний сезон в профессиональной карьере провёл в составе «Сморгони» в первой лиге.
Всего в высшей лиге Беларуси сыграл 136 матчей.
Выступал за юниорскую (до 19 лет) сборную Беларуси.
Также выступал в мини-футболе. Победитель республиканской универсиады по мини-футболу 2010 года в составе команды Гродненского аграрного университета. Во второй половине 2010-х годов играл в чемпионате Беларуси по мини-футболу за «УВД-Динамо» (Гродно).

## Достижения
- Финалист Кубка Беларуси: 2002/03
- Победитель первой лиги Беларуси: 2004